# Lanczos-Filter

Graph des Lanczos-Filters für a=3

Der Lanczos-Filter ist ein häufig in der Computergrafik eingesetzter Rekonstruktionsfilter. Er wurde 1979 vom Meteorologen Claude E. Duchon entwickelt und ist nach dem ungarischen Mathematiker Cornelius Lanczos benannt.
Der Lanczos-Filter ist als mit einer Fensterfunktion multiplizierte Sinc-Funktion definiert, um eine allmähliche Abnahme zu den Enden hin zu gewährleisten. Die Fensterfunktion ist selbst ein Teil der Sinc-Funktion. Dadurch ergibt sich folgende Definition:
{\displaystyle L(x)={\begin{cases}\mathrm {sinc} (x)\,\mathrm {sinc} \!\left({\frac {x}{a}}\right)&{\text{wenn }}-a<x<a,a\neq 0\\1&{\text{wenn }}x=0\\0&{\text{ansonsten}}\end{cases}}}
wobei
{\displaystyle \mathrm {sinc} (x)={\frac {\sin(\pi x)}{\pi x}}}
Der Parameter a bestimmt die Größe des Trägers und beträgt typischerweise 2 oder 3.
Durch die Fensterfunktion führt der Lanczos-Filter zu weniger Ringing als bei einem abgeschnittenen Sinc-Filter.

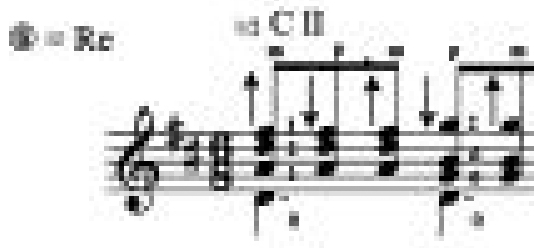
Eine mit einem Box-Filter (Pixelwiederholung) vergrößerte Rastergrafik
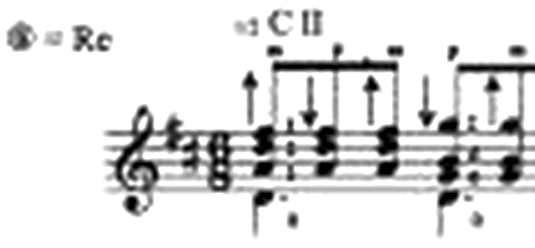
Die gleiche Grafik mit Lanczos-Filter vergrößert